# Where No One Has Gone Before
"Where No One Has Gone Before" é o sexto episódio da primeira temporada da série de ficção científica estadunidense Star Trek: The Next Generation. Foi exibido pela primeira vez nos Estados Unidos por redifusão em 26 de outubro de 1987, tendo sido dirigido por Rob Bowman e escrito por Diane Duane e Michael Reaves. The Next Generation se passa no século XXIV e acompanha as aventuras da tripulação da nave estelar USS Enterprise-D. Neste episódio, a Enterprise é visitada por um misterioso alienígena que mexe nos motores da nave e faz com que ela viaje para os confins do universo.
A história de "Where No One Has Gone Before" foi baseada no romance The Wounded Sky de Duane, porém o roteiro final foi reescrito pelo roteirista Maurice Hurley. Foi o primeiro de treze episódios de The Next Generation dirigidos por Bowman, que se preparou para as filmagens por vinte dias. Os efeitos visuais foram criados pelo coordenador de efeitos visuais Robert Legato no porão de sua casa usando reflexos em água e luzes de Natal, com diferentes imagens sendo combinadas uma em cima da outra. O episódio teve uma recepção positiva da crítica, sendo destacado como um dos melhores da temporada

## Enredo
Kosinski, um especialista de propulsão da Frota Estelar, planeja realizar testes nos motores de dobra da USS Enterprise a fim de melhorar sua eficiência. Junto com ele está seu assistente, um alienígena de Tau Alpha C chamado apenas de "Viajante". Wesley Crusher é convidado para acompanhar os testes e rapidamente compreende o que eles estão planejando fazer, impressionando o Viajante. Os testes rapidamente saem do controle e a Enterprise adquire uma velocidade muito acima de suas capacidades, indo parar na Galáxia do Triângulo, mais de 2,7 milhões de anos-luz da Via Láctea. Wesley observou durante o teste que o Viajante parecia estar desaparecendo da realidade. Kosinski inicia um segundo teste, durante o qual o alienígena novamente parece desaparecer. A Enterprise novamente alcança velocidade incríveis e vai parar em um lugar desconhecido.
O resto da tripulação começa a ter visões de seu passado. O capitão Jean-Luc Picard supõe que eles estão em uma das partes mais antigas do universo e descobre que Kosinski não teve nada a ver com os saltos de velocidade, que foram na verdade causados pelo Viajante. Este explica que consegue canalizar pensamentos em realidade, tendo levado a Enterprise para os confins do universo, que concede efeitos similares a qualquer um, para ver se a tripulação estava pronta para tal experiência. O Viajante pede ajuda de Wesley para fazer a nave voltar ao espaço conhecido. Enquanto se concentram à medida que a Enterprise começa a se mover, o alienígena desaparece. A nave retorna para sua posição original e Picard promove Wesley a alferes interino.

## Produção

### Roteiro
A história original de "Where No One Has Gone Before" foi desenvolvida antes do início de Star Trek: The Next Generation, quando os autores Diane Duane e Michael Reaves foram convidadores a apresentarem ideias para episódios. Duane não fazia parte do Sindicato dos Roteiristas da América, uma exigência na época para trabalhar na série, e duvidava que lhe pediriam para escrever um roteiro. Os dois trabalharam em várias ideias e, após uma semana, Reaves desenvolveu uma história baseada em The Wounded Sky, um romance de Star Trek escrito por Duane, convidando-a para colaborar com ele. Os dois trabalharam juntos e expandiram um pouco a ideia original de Reaves. Uma das versões da história envolvia a USS Enterprise causando o nascimento de um novo universo, uma modificação da história da criação no Gênesis da Bíblia.
Eles apresentaram a ideia ao editor de histórias David Gerrold, que os levou a Gene Roddenberry, o criador de The Next Generation. Este gostou da história e sugeriu algumas mudanças que Duane e Reaves incorporaram em um segundo esboço. O episódio foi chamado de "Where None Have Gone Before" e diferia significativamente da versão final: Kosinski era um colega do capitão Jean-Luc Picard da época da Academia da Frota Estelar e a propulsão extrema da nave era causada por um "impulsionador" com um buraco negro em miniatura. Os dois então escreveram uma primeira versão do roteiro, porém não tiveram resposta da equipe de The Next Generation por duas semanas.
O roteiro foi entregue ao produtor Maurice Hurley para reescrever. Ele demorou seis semanas e o resultado não foi bem recebido pela equipe da série. Hurley posteriormente comentou que "eles odiaram completamente, eu acho que queriam me demitir, e eles teriam se eu não tivesse um contrato com garantia". Hurley reescreveu o roteiro de novo e esta versão foi a filmada. Ele ficou satisfeito com o resultado, afirmando que "tudo sobre aquele episódio funcionou". Duane afirmou que apenas duas cenas da sua versão com Reaves permaneceram no episódio final: a cena em que Picard tem uma visão da sua mãe e outra em que ele quase cai no fosso do turboelevador. Reaves posteriormente disse que o episódio "ficou muito melhor em tela do que achávamos que ficaria quando lemos o roteiro. Fomos sortudos, porque não estava nas nossas mãos".

### Filmagem e elenco

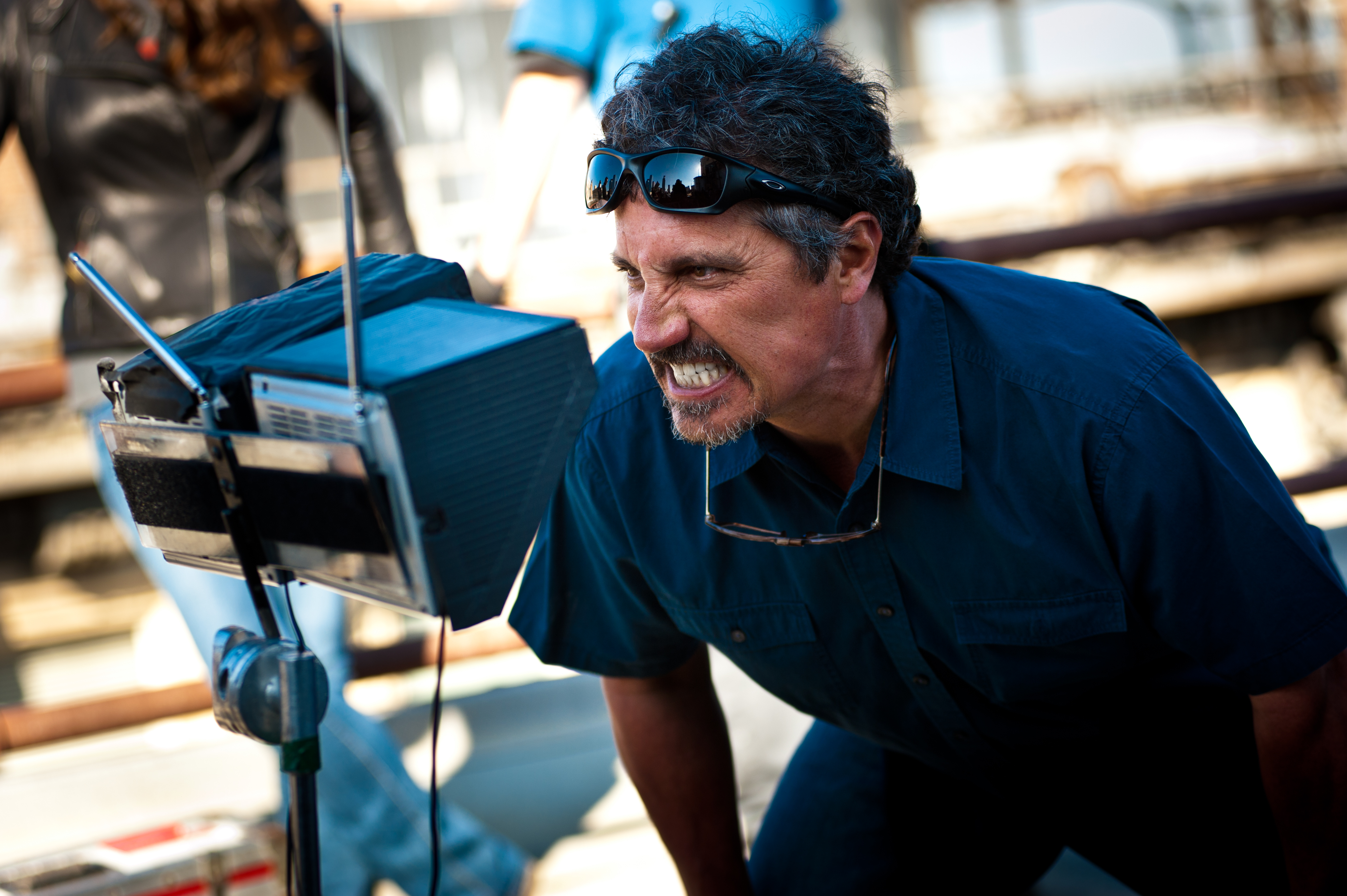
"Where No One Has Gone Before" foi o primeiro de treze episódios de The Next Generation dirigidos por Rob Bowman

O diretor de "Where No One Has Gone Before" originalmente seria Donald Petrie, mas ele saiu para dirigir o filme Mystic Pizza. O produtor supervisor Robert H. Justman então trouxe Rob Bowman como substituto. Justman afirmou anos depois que isto foi uma de suas realizações mais significativas em The Next Generation. Bowman trabalhou em storyboards e decupagem de cenas por vinte dias antes de começar as filmagens. Ele inicialmente estava nervoso sobre trabalhar na série e achou que precisava se provar por conta da sua relativa inexperiência como diretor. Bowman depois disse que o trabalho ficou mais fácil no segundo dia, creditando o resto da equipe por fazê-lo se sentir bem-vindo. Ele dirigiu outros doze episódios de The Next Generation depois deste.
Eric Menyuk foi escolhido para interpretar o Viajante, tendo antes sido a segundo escolha para interpretar Data antes de Brent Spiner conseguir o papel. Ele era fã de Star Trek desde os seis anos de idade e retornaria no papel de Viajante em outros dois episódios: "Remember Me" e "Journey's End". Biff Yeager estreou em "Where No One Has Gone Before" como o engenheiro chefe Argyle, reaparecendo em "Datalore" e desta forma se tornando o engenheiro chefe mais recorrente da primeira temporada da série. Geordi La Forge assumiu a função de engenheiro chefe a partir da segunda temporada. O dublê Dennis Madalone também estreou na série neste episódio como um tripulante que tem uma visão de um incêndio. A partir da terceira temporada ele se tornou o coordenador de dublês de The Next Generation e continuou a aparecer como vários tripulantes. Yvette Picard foi intepretada por Herta Ware, porém seu primeiro nome só foi revelado em "Chain of Command".
Alguns dos efeitos visuais foram criados pelo coordenador de efeitos visuais Robert Legato no porão da sua casa usando reflexos de água e luzes de Natal. O roteiro era vago sobre o que seria visto nos confins do universo, assim Legato brincou com os reflexos na parede. Ele usou filme PET e fez várias imagens que foram sobrepostas para criar o efeito final, que Legato descreveu como "peculiar e bizarro". As luzes de Natal foram suspensas e movidas para criar o efeito piscante. O targ, uma criatura klingon, foi criado ao se fantasiar um javali domesticado, chamado Emmy Lou, com um traje criado pelo figurinista William Ware Theiss. Justman posteriormente comentou que "Aquele porco [sic] tinha um cheiro terrível. Um odor agridoce extremamente pungente". Menyuk usou uma prótese na testa e mãos falsas com três dedos criados pelo maquiador Michael Westmore.

### Música
"Where No One Has Gone Before" foi o segundo episódio de The Next Generation com música composta por Ron Jones. Alguns temas da trilha sonora eram rearranjos da música de Jerry Goldsmith para o filme Star Trek: The Motion Picture, especialmente para as cenas da Enterprise nos confins do universo. Para a cena em que Picard tem uma visão de sua mãe, Jones tentou criar um efeito idêntico ao final do balé Appalachian Spring, composto por Aaron Copland. A música para o episódio foi gravada com uma orquestra de quarenta músicos, um número maior do que o normal para uma série de televisão da época porque Jones queria gerar um som mais grandioso que parecesse com a trilha de The Motion Picture. Teclados foram usados para deixar os violoncelos mais proeminentes, com outras mudanças incluindo um aumento dos médios da seção de cordas.

## Repercussão

### Audiência
"Where No One Has Gone Before" foi exibido pela primeira vez nos Estados Unidos por redifusão na semana que começou em 24 de outubro de 1987. Teve um índice Nielsen de 10,5, refletindo a porcentagem das residências que estavam assistindo ao episódio. Esta foi a melhor audiência de The Next Generation desde "The Naked Now".

### Crítica
"[The Next Generation], com o peso total de sua emissora por trás, se safou de muitas coisas que teriam matado por completo outros programas. Este episódio é um excelente exemplo disso. Não há urgência da tripulação em seu problema, as ideias que apresenta são totalmente incompreensíveis e a história não tem praticamente nada que se assemelhe a um núcleo emocional. Mesmo assim funciona, se apenas porque faz cócegas na parte de você que se pergunta exatamente o que pode estar lá fora. O início de [The Next Generation] foi muitas coisas, mas "Where No One Has Gone Before" mostra que não foi sem graça."

— James Hunt
O ator Wil Wheaton, intérprete de Wesley Crusher, escreveu uma resenha do episódio para a HuffPost décadas depois e afirmou que "Where No One Has Gone Before" foi "a primeira vez que The Next Generation realmente começou a se formar. Entretanto, ele achou que os diálogos eram falhos e criticou as mudanças de tom de Picard, dizendo que "Não tenho certeza se isso foi uma escolha deliberada para que ele parecesse um homem em conflito, ou se foi o calor e gentileza naturais de Patrick Stewart atravessando o comportamento rude que foi escrito para Picard ter.
Keith R. A. DeCandido da Reactor elogiou o elenco coadjuvante, dizendo que Stanley Kamel foi "magnífico" e "exala arrogância, excesso de confiança e mentira em igual medida", enquanto Herta Ware tinha "tremenda gravidade". DeCandido descreveu o episódio como um dos melhores da temporada. Jamahl Epsicokhan da Jammer's Reviews escreveu que foi a primeira vez que a série gerou "admiração e maravilhamento", mas achou que a natureza "nova e intrigante" desaparecia com o tempo e que Wesley era um "nerd enjoativo" que "você quer estrangular". Zack Handlen da The A.V. Club elogiou o visual dos confins do universo e o tom geral do episódio, mas achou que a história carecia de um terceiro ato e de que não elevava Wesley como personagem como era a pretensão. Handlen acabou resumindo o episódio como "não é horrível, mas é muito vago para ser honestamente bom".
Hurley ficou satisfeito, elogiando o elenco, o personagem do viagem Viajante e os efeitos visuais, afirmando que "Você podia sentir as coisas começando a se encaixar". Bowman também gostou, dizendo que "Era um roteiro muito esclarecedor, daqueles que você não vê com frequência na televisão. Eu me senti muito sortudo por ser um roteiro tão bom". Por outro lado, tanto Duane quanto Reaves acharam que sua história original era muito melhor do que aquela que acabou sendo reescrita por Hurley. Chris Haire, Doug Davey, Jerry Clemans e Alan Bernard foram indicados ao Prêmio Emmy do Primetime de Melhor Mixagem de Som para uma Série Dramática por este episódio.

## Mídia caseira
"Where No One Has Gone Before" foi lançado em mídia caseira pela primeira vez nos Estados Unidos e Canadá em 1º de abril de 1992 no formato VHS. Foi lançado em LaserDisc no Japão em 10 de junho de 1995. Seu lançamento em DVD ocorreu em 26 de março de 2002 como parte da coleção da primeira temporada. Foi remasterizado e lançado em Blu-ray em 24 de julho de 2012 como parte da coleção da primeira temporada. Como parte da divulgação desta coleção, "Where No One Has Gone Before" e "Datalore" foram exibidos em salas de cinema dos Estados Unidos em 23 de julho; sua escolha para esse evento se deu por conta de seus efeitos visuais incomuns.